# 米昆
62°21′N 50°04′E / 62.350°N 50.067°E

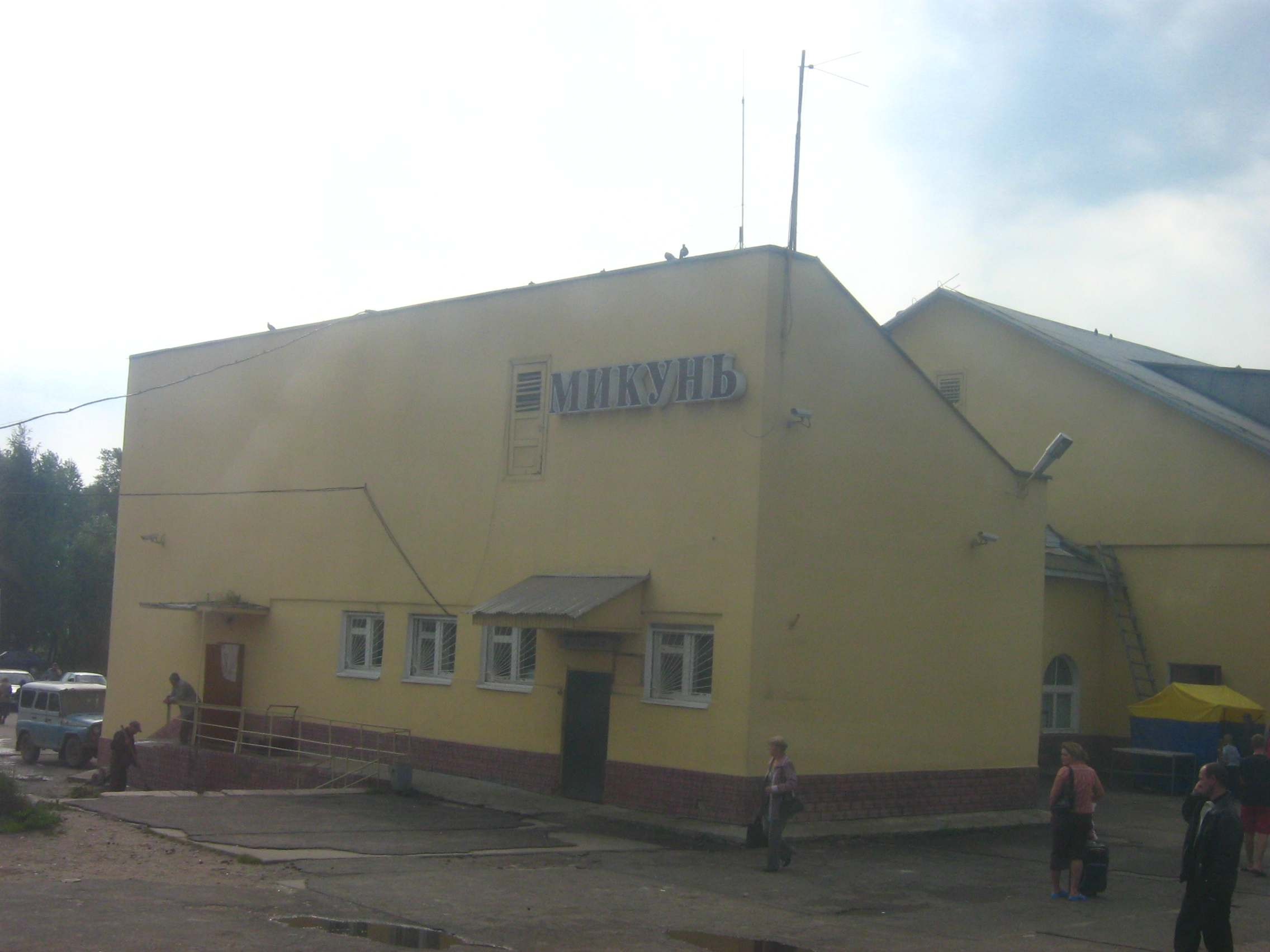
米昆火車站

米昆（俄语：Ми́кунь）是俄羅斯科米共和國西部的一個城市，距瑟克特夫卡爾96公里。2024年人口8,288人；2002年11,680人；1989年12,507人。
1937年於此處建立了一座古拉格。1959年設市。